# 麥可·貝克
約翰·麥可·貝克·泰勒（英語：John Michael Beck Taylor，1949年2月4日—）或簡稱麥可·貝克（英語：Michael Beck），美國男演員。他以電影《殺神輓歌》（1979年）、《仙納杜的狂熱》（1980年）、《閃電大戰車》（1982年）及電視劇《臥底雙寶》（1987年至1988年）中的演出而聞名。

## 早期生活
麥可·貝克生於田納西州孟菲斯，在家中的九個孩子中排行第三，並大多於阿肯色州豪斯紹湖這個度假小鎮長大。他在孟菲斯大學學校獲得了足球獎學金，然後進入密西西比州杰克逊市的米爾薩普斯學院就讀。在大學期間，他開始參加Kappa Alpha Order兄弟會。在獲得經濟學學位後，他成為倫敦中央演講和戲劇學院的30名（在2500名中）申請人之一。從大學開始，貝克演過的戲劇包括《鳳宮劫美錄》（飾演亞瑟王）、《人鼠之間》（飾演喬治·米爾頓）、《罗密欧与朱丽叶》（飾演提伯爾特）和《热铁皮屋顶上的猫》。

## 個人生活
貝克於1980年9月娶詞曲作家卡羅琳·「卡莉」·路易絲·布倫德爾（Carolyn "Cari" Louise Brendel）為妻。他們有兩個孩子，分別為兒子傑西（Jesse，出生於1983年）和女兒艾希莉（Ashley，出生於1986年）。
他本身是名虔誠的基督徒。

## 外部連結
- 麥可·貝克在互联网电影资料库（IMDb）上的資料（英文）
- 在AllMovie上麥可·貝克的頁面（英文）